# Copa Colombia
La Copa Colombia (por motivos comerciales conocida como Copa BetPlay Dimayor) es una competición oficial anual de fútbol en Colombia con formato de copa, organizada por la División Mayor del Fútbol Colombiano. Actualmente este torneo enfrenta a los clubes de las categorías Primera A y Primera B del fútbol en Colombia. El campeón obtiene un cupo a la Copa Sudamericana del siguiente año. Atlético Nacional es el vigente campeón.
A lo largo de la historia se han conocido diferentes campeonatos con el nombre de Copa Colombia de carácter oficial disputados por los clubes de fútbol afiliados a la Dimayor. Así, anteriormente recibieron ese nombre:
- Una competición de copa, paralela a la liga colombiana, disputada entre 1950-51 y 1952-53.
- Un torneo que se jugó con formato de grupos de todos contra todos para avanzar a un grupo final, al que también se le dio el nombre de Copa Presidente de la República, y que se jugó entre finales de 1956 y principios de 1957.[2]
- El nombre de un trofeo conmemorativo concedido en 1963 que no se considera como título de la Copa Colombia actual.[3][4][5]
- Un torneo disputado en 1981 y 1989, en el marco del torneo de liga, el cual otorgaba bonificaciones o cupos a las fases definitivas de la liga en disputa.[3][4][5]
- Actualmente los medios especializados y la Dimayor[3] denominan con ese nombre al torneo disputado por equipos de las categorías Primera A y Primera B, establecido desde el año 2008.[6][7]

## Historia

### Copa Colombia en «El Dorado»
La Copa Colombia fue una idea impulsada en 1950 por la División Mayor del Fútbol Colombiano, popularmente conocida como «Dimayor» en la época conocida como «El Dorado» debido al auge que experimentó el fútbol en el país. Surgió como un torneo oficial e independiente del Campeonato de Liga a disputarse anualmente y bajo un particular formato eliminatorio en el que los equipos fueron divididos por cercanía en grupos territoriales de cuatro equipos cada uno. Los equipos se enfrentaban en partidos de ida y vuelta para dilucidar los equipos que avanzaban de ronda en lo que era conocida como ronda de vencedores. Cuando un equipo perdía dos eliminatorias era eliminado, mientras que si vencía jugaba una nueva ronda. El peor de los tres equipos restantes era eliminado, mientras que se jugaba una nueva eliminatoria, denominada de perdedores, para dilucidar el otro equipo que accedía a la final. Debido al poderío económico de los clubes y la liga colombiana en aquella época, muchos equipos contaban con amplias nóminas para la disputa de ambos torneos además de los juegos internacionales que disputaban. Sin embargo, el poco interés despertado entre los participantes conllevó una demora en las fechas de enfrentamientos y el primer torneo finalizó en 1951. Fue el motivo de que la siguiente edición no se disputase hasta 1952, y de nuevo demorándose hasta 1953.
En el período entre ambos ediciones se refiere erróneamente a otra edición, la correspondiente a la temporada 1951-52, que sin embargo no fue un torneo de copa sino que fue el inicio del desarrollo de las rondas de la edición 1952-53. El Boca Juniors de Cali y el Club Deportivo Los Millonarios fueron los vencedores de dichas ediciones de un torneo que se vio cancelado hasta un intento de retomarlo en 1956-57, y que no llegó a finalizarse.
En dicha tercera edición se alcanzó a disputar la primera fase y se clasificaron seis equipos para jugar un hexagonal final: Atlético Nacional, Santa Fe, Deportivo Pereira, Boca Juniors de Cali y los que serían dos primeros de dicho hexagonal: Independiente Medellín y Atlético Bucaramanga; sin embargo, nunca se disputó la gran final entre estos dos equipos, por lo que el torneo se abandonó y no hubo más ediciones hasta los años ochenta.

### Copa conmemorativa (1963)
Tras ganar de manera consecutiva los títulos de Liga de la Categoría Primera A de 1961, 1962 y 1963, Millonarios recibió la propiedad definitiva del trofeo "Copa Colombia", que debía haberse entregado al vencedor de tres ediciones. Como no llegó a producirse se le entregó al club Millonarios por sus éxitos en el campeonato de liga. Si bien el club lo cuenta como un título, no es reconocido como título oficial por parte de la Dimayor.
A fecha de 2017 la Dimayor, a través de su canal de Twitter, incluyó dicho trofeo entre los logrados por el entrenador Gabriel Ochoa (entrenador del club en 1963), sin aclarar si lo cataloga como un título oficial.

### Años 1980
En 1981, luego de 18 años, se volvió a realizar un evento con el mismo nombre pero con la particularidad que la disputaron los 10 clubes eliminados del cuadrangular final del Campeonato colombiano (que lo componían 14 equipos), como una fase apéndice del campeonato. Primero participaron los seis equipos eliminados en la fase regular y posteriormente se sumaron los cuatro eliminados en los cuadrangulares semifinales. Tuvo como campeón al Independiente Medellín y como subcampeón al Deportivo Cali y el torneo por primera vez tuvo un incentivo, ganar un cupo en el octogonal final del Campeonato del año siguiente, el cual Independiente Medellín no lo necesitó porque clasificó por sus propios medios en la Liga del año siguiente. En 2014, esta competición fue reconocida oficialmente por la Federación Colombiana de Fútbol como parte del homenaje que la CONMEBOL le rindió al Deportivo Independiente Medellín, campeón de este torneo, por sus 100 años de existencia.
Para 1989 se realizó una nueva edición de la Copa Colombia, otra vez como parte del campeonato de la Primera A. Se jugó en la mitad de la primera y segunda vuelta del torneo y los puntos de esta se sumaron para la tabla de reclasificación del campeonato, que clasificaba a ocho finalistas que disputarían el título del año. No obstante, la liga de ese año fue suspendida por el asesinato del árbitro Álvaro Ortega. La primera fase del torneo se disputó bajo tres pentagonales regionales, de allí clasificaron los ocho primeros de la tabla y se eliminaron en partidos de ida y vuelta. Santa Fe ganó la competición superando al Unión Magdalena. La DIMAYOR en su página oficial cuenta a este título del Santa Fe como oficial. Sin embargo, no cuenta con el reconocimiento oficial de algunos historiadores y estadísticos del fútbol, resaltando el caso de Guillermo Ruiz Bonilla, quien fue secretario general de la DIMAYOR en 1989 y es reconocido como historiador oficial del fútbol colombiano.

### Restablecimiento de la Copa en 2008
El 14 de febrero de 2008, los 36 clubes miembros de la Dimayor aprobaron la realización de un nuevo torneo inicialmente denominado Copa Colombia, integrando a los equipos de las categorías Primera A y Primera B del fútbol profesional colombiano. En sus primeras ediciones otorgaba un cupo a la Copa Sudamericana.
Desde 2017 otorgó a su ganador un cupo a la Copa Libertadores hasta el 2023, exceptuando la edición de 2020.En 2024, la Copa Colombia volvería a otorgar un cupo a la Copa Sudamericana.

## Sistema de juego
Desde la temporada 2023 la primera fase la disputan los 8 últimos equipos de la segunda división y los 8 últimos de la reclasificación de primera división agrupados en 8 llaves de partidos en ida y vuelta. Los 8 ganadores avanzan a la fase II donde se encuentran con los 8 mejores de la reclasificación de la segunda división. Los 8 ganadores de la Fase II se enfrentan entre sí en 4 llaves en la Fase III, dejando cuatro ganadores que avanzan a la Fase IV a la que se unen los 12 mejores clubes de primera división en la reclasificación. Posteriormente, los ocho ganadores se irán eliminando consecutivamente en cuartos de final, semifinal y final hasta hallar al campeón. A partir de la edición 2024 el campeón obtiene cupo para la Copa Sudamericana del año siguiente.
|                                       |                                       | Equipos que entran en esta fase                                                                   | Equipos que provienen de la fase anterior |
| ------------------------------------- | ------------------------------------- | ------------------------------------------------------------------------------------------------- | ----------------------------------------- |
| Fase I (16 equipos)                   | Fase I (16 equipos)                   | - 8 peores de la reclasificación de la Primera A - 8 peores de la reclasificación de la Primera B |                                           |
| Fase II (16 equipos)                  | Fase II (16 equipos)                  | - 8 mejores de la reclasificación de la Primera B                                                 | - 8 equipos de la Fase I                  |
| Fase III (8 equipos)                  | Fase III (8 equipos)                  |                                                                                                   | - 8 equipos de la Fase II                 |
| Fase IV (16 equipos)                  | Fase IV (16 equipos)                  | - 12 mejores de la reclasificación de la Primera A                                                | - 4 equipos clasificados de la Fase III   |
| Fase V (Cuartos de final) (8 equipos) | Fase V (Cuartos de final) (8 equipos) |                                                                                                   | - 8 equipos clasificados de la Fase IV    |

## Trofeos

Trofeo Copa Postobon 2010-2014
Trofeo Copa Águila 2015-2019
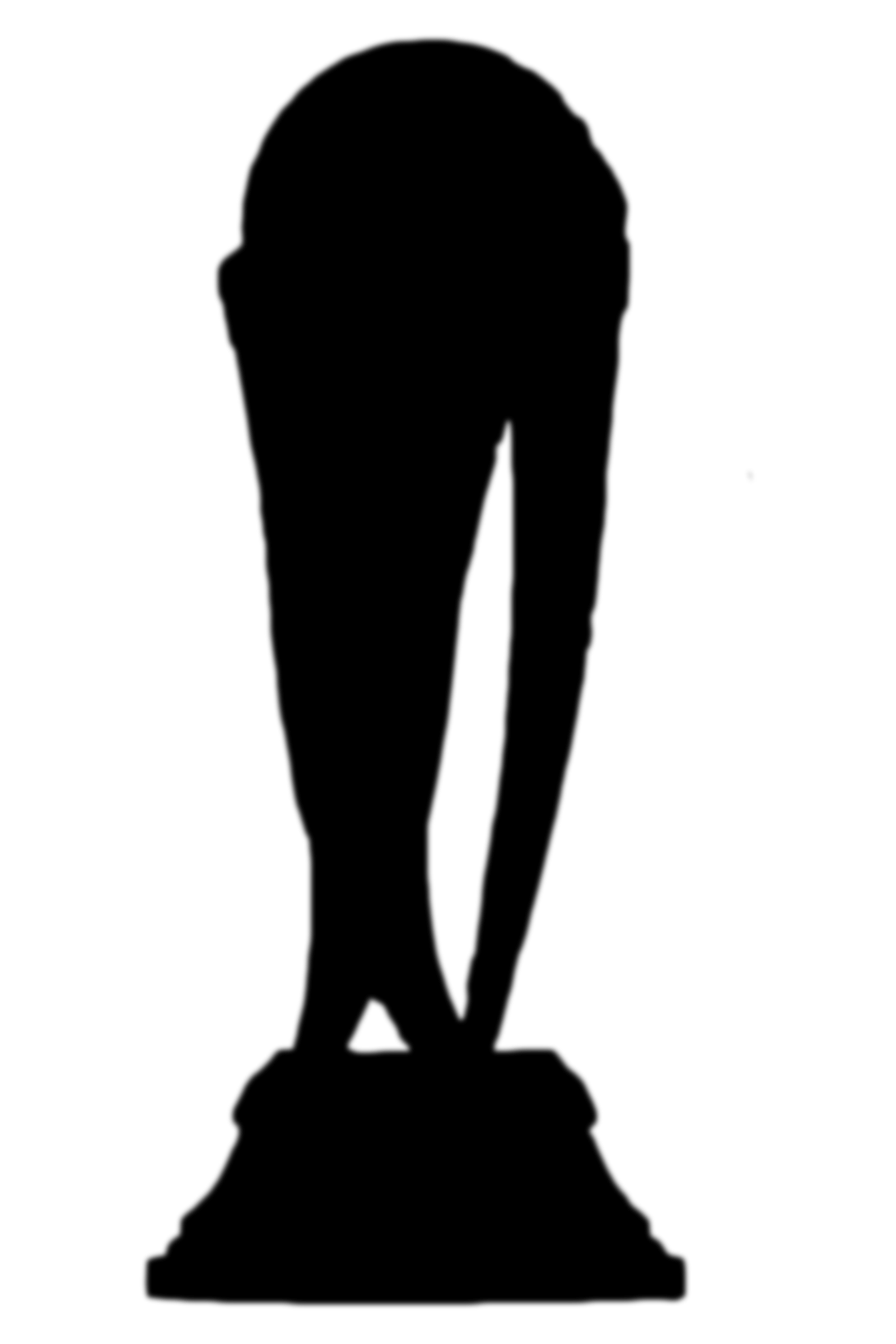
Trofeo Copa BetPlay 2020-

## Participantes
| Categoría Primera A (20 equipos) | Categoría Primera A (20 equipos) |
| Equipo                           | Departamento                     |
| -------------------------------- | -------------------------------- |
| Águilas Doradas                  | Antioquia                        |
| Alianza F. C.                    | Cesar                            |
| América de Cali                  | Valle del Cauca                  |
| Atlético Bucaramanga             | Santander                        |
| Atlético Nacional                | Antioquia                        |
| Boyacá Chicó                     | Boyacá                           |
| Deportes Tolima                  | Tolima                           |
| Deportivo Cali                   | Valle del Cauca                  |
| Deportivo Pereira                | Risaralda                        |
| Deportivo Pasto                  | Nariño                           |
| Envigado F. C.                   | Antioquia                        |
| Fortaleza CEIF                   | Bogotá, D. C.                    |
| Independiente Medellín           | Antioquia                        |
| Junior                           | Atlántico                        |
| La Equidad                       | Bogotá, D. C.                    |
| Llaneros                         | Meta                             |
| Millonarios                      | Bogotá, D. C.                    |
| Once Caldas                      | Caldas                           |
| Santa Fe                         | Bogotá, D. C.                    |
| Unión Magdalena                  | Magdalena                        |

| Categoría Primera B (16 equipos) | Categoría Primera B (16 equipos) |
| Equipo                           | Departamento                     |
| -------------------------------- | -------------------------------- |
| Atlético Huila                   | Huila                            |
| Atlético F. C.                   | Valle del Cauca                  |
| Barranquilla F. C.               | Atlántico                        |
| Boca Juniors de Cali             | Valle del Cauca                  |
| Bogotá F. C.                     | Bogotá, D. C.                    |
| Internacional F. C. de Palmira   | Valle del Cauca                  |
| Cúcuta Deportivo                 | Norte de Santander               |
| Deportes Quindío                 | Quindío                          |
| Itagüí Leones                    | Antioquia                        |
| Jaguares                         | Córdoba                          |
| Orsomarso                        | Valle del Cauca                  |
| Patriotas Boyacá                 | Boyacá                           |
| Real Cartagena                   | Bolívar                          |
| Real Santander                   | Santander                        |
| Real Cundinamarca                | Bogotá, D. C.                    |
| Tigres F. C.                     | Bogotá, D. C.                    |

### Equipos por departamento
| Bogotá, D. C.      | 7 | Millonarios, Santa Fe, La Equidad, Bogotá F. C., Fortaleza CEIF, Tigres F. C. y Real Cundinamarca      | Real Santander Unión Barranquilla Alianza Cartagena Jaguares Cúcuta Bucaramanga Medellín Envigado I. Leones Águilas Tunja Caldas Pereira Bogotá Quindío · Tolima Llaneros Internacional F. C. Orsomarso · Santiago de Cali Huila Pasto Equipos de Bogotá: · Bogotá F. C. · Fortaleza CEIF · La Equidad · Millonarios · R. Cundinamarca · Santa Fe · Tigres F. C. Equipos de Santiago de Cali: · América · Atlético F.C. · Boca Juniors de Cali · Deportivo Cali Equipos de Medellín: · Atlético Nacional · Independiente Medellín Equipos de Barranquilla: · Barranquilla F. C. · Junior Equipos de Tunja: · Boyacá Chicó · Patriotas |
| Valle del Cauca    | 6 | América de Cali, Atlético F. C., Boca Juniors de Cali, Deportivo Cali, Internacional F. C. y Orsomarso | Real Santander Unión Barranquilla Alianza Cartagena Jaguares Cúcuta Bucaramanga Medellín Envigado I. Leones Águilas Tunja Caldas Pereira Bogotá Quindío · Tolima Llaneros Internacional F. C. Orsomarso · Santiago de Cali Huila Pasto Equipos de Bogotá: · Bogotá F. C. · Fortaleza CEIF · La Equidad · Millonarios · R. Cundinamarca · Santa Fe · Tigres F. C. Equipos de Santiago de Cali: · América · Atlético F.C. · Boca Juniors de Cali · Deportivo Cali Equipos de Medellín: · Atlético Nacional · Independiente Medellín Equipos de Barranquilla: · Barranquilla F. C. · Junior Equipos de Tunja: · Boyacá Chicó · Patriotas |
| Antioquia          | 5 | Águilas Doradas, Atlético Nacional, Envigado F. C., Independiente Medellín e Itagüí Leones             | Real Santander Unión Barranquilla Alianza Cartagena Jaguares Cúcuta Bucaramanga Medellín Envigado I. Leones Águilas Tunja Caldas Pereira Bogotá Quindío · Tolima Llaneros Internacional F. C. Orsomarso · Santiago de Cali Huila Pasto Equipos de Bogotá: · Bogotá F. C. · Fortaleza CEIF · La Equidad · Millonarios · R. Cundinamarca · Santa Fe · Tigres F. C. Equipos de Santiago de Cali: · América · Atlético F.C. · Boca Juniors de Cali · Deportivo Cali Equipos de Medellín: · Atlético Nacional · Independiente Medellín Equipos de Barranquilla: · Barranquilla F. C. · Junior Equipos de Tunja: · Boyacá Chicó · Patriotas |
| Santander          | 2 | Atlético Bucaramanga y Real Santander                                                                  | Real Santander Unión Barranquilla Alianza Cartagena Jaguares Cúcuta Bucaramanga Medellín Envigado I. Leones Águilas Tunja Caldas Pereira Bogotá Quindío · Tolima Llaneros Internacional F. C. Orsomarso · Santiago de Cali Huila Pasto Equipos de Bogotá: · Bogotá F. C. · Fortaleza CEIF · La Equidad · Millonarios · R. Cundinamarca · Santa Fe · Tigres F. C. Equipos de Santiago de Cali: · América · Atlético F.C. · Boca Juniors de Cali · Deportivo Cali Equipos de Medellín: · Atlético Nacional · Independiente Medellín Equipos de Barranquilla: · Barranquilla F. C. · Junior Equipos de Tunja: · Boyacá Chicó · Patriotas |
| Atlántico          | 2 | Barranquilla F. C. y Junior                                                                            | Real Santander Unión Barranquilla Alianza Cartagena Jaguares Cúcuta Bucaramanga Medellín Envigado I. Leones Águilas Tunja Caldas Pereira Bogotá Quindío · Tolima Llaneros Internacional F. C. Orsomarso · Santiago de Cali Huila Pasto Equipos de Bogotá: · Bogotá F. C. · Fortaleza CEIF · La Equidad · Millonarios · R. Cundinamarca · Santa Fe · Tigres F. C. Equipos de Santiago de Cali: · América · Atlético F.C. · Boca Juniors de Cali · Deportivo Cali Equipos de Medellín: · Atlético Nacional · Independiente Medellín Equipos de Barranquilla: · Barranquilla F. C. · Junior Equipos de Tunja: · Boyacá Chicó · Patriotas |
| Boyacá             | 2 | Boyacá Chicó y Patriotas                                                                               | Real Santander Unión Barranquilla Alianza Cartagena Jaguares Cúcuta Bucaramanga Medellín Envigado I. Leones Águilas Tunja Caldas Pereira Bogotá Quindío · Tolima Llaneros Internacional F. C. Orsomarso · Santiago de Cali Huila Pasto Equipos de Bogotá: · Bogotá F. C. · Fortaleza CEIF · La Equidad · Millonarios · R. Cundinamarca · Santa Fe · Tigres F. C. Equipos de Santiago de Cali: · América · Atlético F.C. · Boca Juniors de Cali · Deportivo Cali Equipos de Medellín: · Atlético Nacional · Independiente Medellín Equipos de Barranquilla: · Barranquilla F. C. · Junior Equipos de Tunja: · Boyacá Chicó · Patriotas |
| Córdoba            | 1 | Jaguares                                                                                               | Real Santander Unión Barranquilla Alianza Cartagena Jaguares Cúcuta Bucaramanga Medellín Envigado I. Leones Águilas Tunja Caldas Pereira Bogotá Quindío · Tolima Llaneros Internacional F. C. Orsomarso · Santiago de Cali Huila Pasto Equipos de Bogotá: · Bogotá F. C. · Fortaleza CEIF · La Equidad · Millonarios · R. Cundinamarca · Santa Fe · Tigres F. C. Equipos de Santiago de Cali: · América · Atlético F.C. · Boca Juniors de Cali · Deportivo Cali Equipos de Medellín: · Atlético Nacional · Independiente Medellín Equipos de Barranquilla: · Barranquilla F. C. · Junior Equipos de Tunja: · Boyacá Chicó · Patriotas |
| Nariño             | 1 | Deportivo Pasto                                                                                        | Real Santander Unión Barranquilla Alianza Cartagena Jaguares Cúcuta Bucaramanga Medellín Envigado I. Leones Águilas Tunja Caldas Pereira Bogotá Quindío · Tolima Llaneros Internacional F. C. Orsomarso · Santiago de Cali Huila Pasto Equipos de Bogotá: · Bogotá F. C. · Fortaleza CEIF · La Equidad · Millonarios · R. Cundinamarca · Santa Fe · Tigres F. C. Equipos de Santiago de Cali: · América · Atlético F.C. · Boca Juniors de Cali · Deportivo Cali Equipos de Medellín: · Atlético Nacional · Independiente Medellín Equipos de Barranquilla: · Barranquilla F. C. · Junior Equipos de Tunja: · Boyacá Chicó · Patriotas |
| Caldas             | 1 | Once Caldas                                                                                            | Real Santander Unión Barranquilla Alianza Cartagena Jaguares Cúcuta Bucaramanga Medellín Envigado I. Leones Águilas Tunja Caldas Pereira Bogotá Quindío · Tolima Llaneros Internacional F. C. Orsomarso · Santiago de Cali Huila Pasto Equipos de Bogotá: · Bogotá F. C. · Fortaleza CEIF · La Equidad · Millonarios · R. Cundinamarca · Santa Fe · Tigres F. C. Equipos de Santiago de Cali: · América · Atlético F.C. · Boca Juniors de Cali · Deportivo Cali Equipos de Medellín: · Atlético Nacional · Independiente Medellín Equipos de Barranquilla: · Barranquilla F. C. · Junior Equipos de Tunja: · Boyacá Chicó · Patriotas |
| Magdalena          | 1 | Unión Magdalena                                                                                        | Real Santander Unión Barranquilla Alianza Cartagena Jaguares Cúcuta Bucaramanga Medellín Envigado I. Leones Águilas Tunja Caldas Pereira Bogotá Quindío · Tolima Llaneros Internacional F. C. Orsomarso · Santiago de Cali Huila Pasto Equipos de Bogotá: · Bogotá F. C. · Fortaleza CEIF · La Equidad · Millonarios · R. Cundinamarca · Santa Fe · Tigres F. C. Equipos de Santiago de Cali: · América · Atlético F.C. · Boca Juniors de Cali · Deportivo Cali Equipos de Medellín: · Atlético Nacional · Independiente Medellín Equipos de Barranquilla: · Barranquilla F. C. · Junior Equipos de Tunja: · Boyacá Chicó · Patriotas |
| Bolívar            | 1 | Real Cartagena                                                                                         | Real Santander Unión Barranquilla Alianza Cartagena Jaguares Cúcuta Bucaramanga Medellín Envigado I. Leones Águilas Tunja Caldas Pereira Bogotá Quindío · Tolima Llaneros Internacional F. C. Orsomarso · Santiago de Cali Huila Pasto Equipos de Bogotá: · Bogotá F. C. · Fortaleza CEIF · La Equidad · Millonarios · R. Cundinamarca · Santa Fe · Tigres F. C. Equipos de Santiago de Cali: · América · Atlético F.C. · Boca Juniors de Cali · Deportivo Cali Equipos de Medellín: · Atlético Nacional · Independiente Medellín Equipos de Barranquilla: · Barranquilla F. C. · Junior Equipos de Tunja: · Boyacá Chicó · Patriotas |
| Cesar              | 1 | Alianza Valledupar                                                                                     | Real Santander Unión Barranquilla Alianza Cartagena Jaguares Cúcuta Bucaramanga Medellín Envigado I. Leones Águilas Tunja Caldas Pereira Bogotá Quindío · Tolima Llaneros Internacional F. C. Orsomarso · Santiago de Cali Huila Pasto Equipos de Bogotá: · Bogotá F. C. · Fortaleza CEIF · La Equidad · Millonarios · R. Cundinamarca · Santa Fe · Tigres F. C. Equipos de Santiago de Cali: · América · Atlético F.C. · Boca Juniors de Cali · Deportivo Cali Equipos de Medellín: · Atlético Nacional · Independiente Medellín Equipos de Barranquilla: · Barranquilla F. C. · Junior Equipos de Tunja: · Boyacá Chicó · Patriotas |
| Huila              | 1 | Atlético Huila                                                                                         | Real Santander Unión Barranquilla Alianza Cartagena Jaguares Cúcuta Bucaramanga Medellín Envigado I. Leones Águilas Tunja Caldas Pereira Bogotá Quindío · Tolima Llaneros Internacional F. C. Orsomarso · Santiago de Cali Huila Pasto Equipos de Bogotá: · Bogotá F. C. · Fortaleza CEIF · La Equidad · Millonarios · R. Cundinamarca · Santa Fe · Tigres F. C. Equipos de Santiago de Cali: · América · Atlético F.C. · Boca Juniors de Cali · Deportivo Cali Equipos de Medellín: · Atlético Nacional · Independiente Medellín Equipos de Barranquilla: · Barranquilla F. C. · Junior Equipos de Tunja: · Boyacá Chicó · Patriotas |
| Meta               | 1 | Llaneros                                                                                               | Real Santander Unión Barranquilla Alianza Cartagena Jaguares Cúcuta Bucaramanga Medellín Envigado I. Leones Águilas Tunja Caldas Pereira Bogotá Quindío · Tolima Llaneros Internacional F. C. Orsomarso · Santiago de Cali Huila Pasto Equipos de Bogotá: · Bogotá F. C. · Fortaleza CEIF · La Equidad · Millonarios · R. Cundinamarca · Santa Fe · Tigres F. C. Equipos de Santiago de Cali: · América · Atlético F.C. · Boca Juniors de Cali · Deportivo Cali Equipos de Medellín: · Atlético Nacional · Independiente Medellín Equipos de Barranquilla: · Barranquilla F. C. · Junior Equipos de Tunja: · Boyacá Chicó · Patriotas |
| Norte de Santander | 1 | Cúcuta Deportivo                                                                                       | Real Santander Unión Barranquilla Alianza Cartagena Jaguares Cúcuta Bucaramanga Medellín Envigado I. Leones Águilas Tunja Caldas Pereira Bogotá Quindío · Tolima Llaneros Internacional F. C. Orsomarso · Santiago de Cali Huila Pasto Equipos de Bogotá: · Bogotá F. C. · Fortaleza CEIF · La Equidad · Millonarios · R. Cundinamarca · Santa Fe · Tigres F. C. Equipos de Santiago de Cali: · América · Atlético F.C. · Boca Juniors de Cali · Deportivo Cali Equipos de Medellín: · Atlético Nacional · Independiente Medellín Equipos de Barranquilla: · Barranquilla F. C. · Junior Equipos de Tunja: · Boyacá Chicó · Patriotas |
| Quindío            | 1 | Deportes Quindío                                                                                       | Real Santander Unión Barranquilla Alianza Cartagena Jaguares Cúcuta Bucaramanga Medellín Envigado I. Leones Águilas Tunja Caldas Pereira Bogotá Quindío · Tolima Llaneros Internacional F. C. Orsomarso · Santiago de Cali Huila Pasto Equipos de Bogotá: · Bogotá F. C. · Fortaleza CEIF · La Equidad · Millonarios · R. Cundinamarca · Santa Fe · Tigres F. C. Equipos de Santiago de Cali: · América · Atlético F.C. · Boca Juniors de Cali · Deportivo Cali Equipos de Medellín: · Atlético Nacional · Independiente Medellín Equipos de Barranquilla: · Barranquilla F. C. · Junior Equipos de Tunja: · Boyacá Chicó · Patriotas |
| Risaralda          | 1 | Deportivo Pereira                                                                                      | Real Santander Unión Barranquilla Alianza Cartagena Jaguares Cúcuta Bucaramanga Medellín Envigado I. Leones Águilas Tunja Caldas Pereira Bogotá Quindío · Tolima Llaneros Internacional F. C. Orsomarso · Santiago de Cali Huila Pasto Equipos de Bogotá: · Bogotá F. C. · Fortaleza CEIF · La Equidad · Millonarios · R. Cundinamarca · Santa Fe · Tigres F. C. Equipos de Santiago de Cali: · América · Atlético F.C. · Boca Juniors de Cali · Deportivo Cali Equipos de Medellín: · Atlético Nacional · Independiente Medellín Equipos de Barranquilla: · Barranquilla F. C. · Junior Equipos de Tunja: · Boyacá Chicó · Patriotas |
| Tolima             | 1 | Deportes Tolima                                                                                        | Real Santander Unión Barranquilla Alianza Cartagena Jaguares Cúcuta Bucaramanga Medellín Envigado I. Leones Águilas Tunja Caldas Pereira Bogotá Quindío · Tolima Llaneros Internacional F. C. Orsomarso · Santiago de Cali Huila Pasto Equipos de Bogotá: · Bogotá F. C. · Fortaleza CEIF · La Equidad · Millonarios · R. Cundinamarca · Santa Fe · Tigres F. C. Equipos de Santiago de Cali: · América · Atlético F.C. · Boca Juniors de Cali · Deportivo Cali Equipos de Medellín: · Atlético Nacional · Independiente Medellín Equipos de Barranquilla: · Barranquilla F. C. · Junior Equipos de Tunja: · Boyacá Chicó · Patriotas |

## Historial
| Deportes Caldas Caldas | Junior Atlántico |

| Cúcuta Deportivo Norte de Santander | Sporting Club Atlántico |

| Boca Juniors de Cali Valle del Cauca Deportivo Pereira Risaralda | Atlético Nacional Antioquia Independiente Santa Fe Bogotá |

|  |

| América de Cali Valle del Cauca | Junior Atlántico |

| Expreso Rojo Cundinamarca | Envigado Antioquia |

| Atlético Nacional Antioquia | Junior Atlántico |

| La Equidad Bogotá | Millonarios Bogotá |

| Junior Atlántico | Atlético Nacional Antioquia |

| Boyacá Chicó Boyacá | Atlético Bucaramanga Santander |

| Alianza Petrolera Santander | Real Cartagena Bolívar |

| Patriotas Boyacá | Junior Atlántico |

| Independiente Medellín Antioquia | Once Caldas Caldas |

| Santa Fe Bogotá | Deportes Tolima Tolima |

| Patriotas Boyacá | Deportivo Cali Valle del Cauca |

| Leones Antioquia | Millonarios Bogotá |

| Deportivo Pasto Nariño | Deportes Tolima Tolima |

| Deportes Quindío Quindío | Deportivo Pasto Nariño |

| Deportivo Cali Valle del Cauca | Deportes Tolima Tolima |

| Independiente Medellín Antioquia | Unión Magdalena Magdalena |

| Deportivo Pereira Risaralda | Cúcuta Deportivo Norte de Santander |

| Atlético Bucaramanga Santander | Independiente Medellín Antioquia |

     Nombre oficial del torneo.
 Nota: pen. = Tiros desde el punto penal.
En 1963 se otorgó la Copa Colombia en propiedad al Millonarios quien la cuenta como un título, si bien esta edición no es reconocida como tal por parte de la Dimayor. Asimismo, a falta de un registro histórico de la Dimayor existieron debates sobre los títulos otorgados antes de la edición de 2008.

### Palmarés
| Club                   | Títulos | Subtítulos | Años campeón                             | Años subcampeón  |
| ---------------------- | ------- | ---------- | ---------------------------------------- | ---------------- |
| Atlético Nacional      | 7       | 0          | 2012, 2013, 2016, 2018, 2021, 2023, 2024 |                  |
| Millonarios            | 3       | 2          | 1953, 2011, 2022                         | 2013, 2023       |
| Independiente Medellín | 3       | 1          | 1981, 2019, 2020                         | 2017             |
| Santa Fe               | 2       | 3          | 1989, 2009                               | 1951, 2014, 2015 |
| Junior                 | 2       | 2          | 2015, 2017                               | 2016, 2022       |
| Deportivo Cali         | 1       | 2          | 2010                                     | 1981, 2019       |
| Boca Juniors de Cali   | 1       | 1          | 1951                                     | 1953             |
| Deportes Tolima        | 1       | 1          | 2014                                     | 2020             |
| La Equidad             | 1       | 0          | 2008                                     |                  |
| Once Caldas            | -       | 2          |                                          | 2008, 2018       |
| Deportivo Pasto        | -       | 2          |                                          | 2009, 2012       |
| Unión Magdalena        | -       | 1          |                                          | 1989             |
| Águilas Doradas        | -       | 1          |                                          | 2010             |
| Boyacá Chicó           | -       | 1          |                                          | 2011             |
| Deportivo Pereira      | -       | 1          |                                          | 2021             |
| América de Cali        | -       | 1          |                                          | 2024             |

### Títulos por departamento
| Departamento    | Títulos | Títulos                                          | Subtítulos | Subtítulos                                                      |
| --------------- | ------- | ------------------------------------------------ | ---------- | --------------------------------------------------------------- |
| Antioquia       | 10      | Atlético Nacional (7) Independiente Medellín (3) | 2          | Independiente Medellín (1) Águilas Doradas (1)                  |
| Bogotá          | 6       | Millonarios (3) Santa Fe (2) La Equidad (1)      | 5          | Santa Fe (3) Millonarios (2)                                    |
| Valle del Cauca | 2       | Deportivo Cali (1) Boca Juniors de Cali (1)      | 4          | Deportivo Cali (2) Boca Juniors de Cali (1) América de Cali (1) |
| Atlántico       | 2       | Junior (2)                                       | 2          | Junior (2)                                                      |
| Tolima          | 1       | Deportes Tolima (1)                              | 1          | Deportes Tolima (1)                                             |
| Caldas          | 0       |                                                  | 2          | Once Caldas (2)                                                 |
| Nariño          | 0       |                                                  | 2          | Deportivo Pasto (2)                                             |
| Boyacá          | 0       |                                                  | 1          | Boyacá Chicó (1)                                                |
| Santander       | 0       |                                                  | 1          | Atlético Bucaramanga (1)                                        |
| Magdalena       | 0       |                                                  | 1          | Unión Magdalena (1)                                             |
| Risaralda       | 0       |                                                  | 1          | Deportivo Pereira (1)                                           |

### Campeones consecutivos
| Bicampeonatos          | Bicampeonatos | Bicampeonatos            | Bicampeonatos |
| Club                   | Veces         | Años campeón             |               |
| ---------------------- | ------------- | ------------------------ | ------------- |
| Atlético Nacional      | 2             | 2012, 2013. y 2023, 2024 |               |
| Independiente Medellín | 1             | 2019, 2020.              |               |

## Estadísticas

### Tabla histórica de goleadores
| Edición | Jugador | Goles | Equipo |
| ------- | --- | ----- | --- |
| 1950-51 | Rubén Deibe Pezzuti | 9     | Sporting Club |
| 1952-53 | Reinaldo Mourín | 4     | Millonarios |
| 2008    | Dorlan Pabón | 8     | Envigado F. C. |
| 2008    | Wilson Mena | 8     | Once Caldas |
| 2009    | Carlos Bacca | 11    | Junior |
| 2010    | Yovanny Arrechea | 11    | Millonarios |
| 2011    | Carlos Bacca | 8     | Junior |
| 2011    | Óscar Iván Méndez | 8     | Real Cartagena |
| 2012    | Andrés Javier Mosquera | 9     | Bogotá |
| 2013    | Yorleys Mena | 14    | Real Cartagena |
| 2014    | Óscar Santos | 10    | Valledupar |
| 2015    | Carlos Ibargüen | 5     | Cortuluá |
| 2015    | Rafael Santos Borré | 5     | Deportivo Cali |
| 2016    | Miguel Borja | 8     | Atlético Nacional - Cortuluá                                                                                                  |
| 2017    | Dayro Moreno Diego Álvarez Marco Pérez Jefferson Duque Martín Arzuaga Diego Echeverri Edis Ibargüen César Valoyes Carlos Rodríguez Miguel Murillo Jarlan Barrera | 4     | Atlético Nacional La Equidad Deportes Tolima Deportivo Cali Valledupar F. C. Cúcuta Deportivo Patriotas Deportivo Cali Junior |
| 2018    | David Lemos | 3     | Once Caldas |
| 2018    | Ricardo Steer | 3     | Once Caldas |
| 2018    | Antony Otero | 3     | Itagüí Leones |
| 2018    | Michael Rangel | 3     | Atlético Bucaramanga |
| 2019    | Germán Cano | 6     | Independiente Medellín |
| 2020    | Diber Cambindo | 5     | Deportes Quindío |
| 2021    | Jefferson Duque | 4     | Atlético Nacional |
| 2021    | Jonatan Álvez | 4     | Atlético Nacional |
| 2021    | Bryan Castrillón | 4     | Deportivo Pereira |
| 2022    | Diego Herazo | 3     | Millonarios |
| 2022    | Carlos Andrés Gómez | 3     | Millonarios |
| 2023    | Leonardo Castro | 7     | Millonarios |
| 2024    | Carlos Lucumí | 5     | Atlético Huila |

| N.º | País                 | Nombre           | Equipo                                                                 | Goles | PJ |
| --- | -------------------- | ---------------- | ---------------------------------------------------------------------- | ----- | -- |
| 1.  | Bandera de Colombia  | Jefferson Duque  | Rionegro, Nacional, Cali, Santa Fe.                                    | 24    | 43 |
| 2.  | Bandera de Colombia  | Michael Rangel   | A. Petrolera, Santa Fe, Junior, Millonarios, Bucaramanga, Tolima.      | 23    | 52 |
| 3.  | Bandera de Colombia  | Yorleys Mena     | Cartagena, Medellín, América, Pereira                                  | 23    | 56 |
| 4.  | Bandera de Colombia  | Carlos Bacca     | Junior                                                                 | 21    | 27 |
| 5.  | Bandera de Colombia  | Dorlan Pabón     | Envigado, Nacional                                                     | 19    | 42 |
| 6.  | Bandera de Colombia  | Dayro Moreno     | Atlético Nacional, Millonarios                                         | 14    | 28 |
| 7.  | Bandera de Colombia  | Ayron del Valle  | Cartagena, Medellín, Once Caldas, Pasto, Tolima, A. Petrolera, América | 14    | 28 |
| 8.  | Bandera de Colombia  | Miguel Borja     | Cortuluá, Santa Fe, Nacional, Junior                                   | 13    | 28 |
| 9.  | Bandera de Colombia  | Fernando Uribe   | Pereira, Millonarios, Nacional, Junior                                 | 12    | 30 |
| 10. | Bandera de Colombia  | Yovanny Arrechea | Millonarios                                                            | 11    | 29 |
| 11. | Bandera de Colombia  | Wilson Morelo    | Huila, Equidad, Santa Fe                                               | 11    | 42 |
| 12. | Bandera de Argentina | Germán Cano      | Medellín                                                               | 10    | 17 |

### Mayor cantidad de goles en una final
| Goles | Campeón                | Ida | Vuelta | Subcampeón     |
| ----- | ---------------------- | --- | ------ | -------------- |
| 13    | Boca Juniors de Cali   | 4:2 | 3:4    | Santa Fe       |
| 7     | La Equidad             | 1:0 | 3:3    | Once Caldas    |
| 7     | Atlético Nacional      | 2:2 | 2:1    | Once Caldas    |
| 7     | Independiente Medellín | 2:2 | 2:1    | Deportivo Cali |